# میگل گونسالس
میگل گونسالس (اسپانیایی: Miguel González‎; ۲۴ سپتامبر ۱۹۳۸ – ۴ ژوئیهٔ ۲۰۲۲) بازیکن بسکتبال اهل اسپانیا بود.
از باشگاه‌هایی که در آن بازی کرده‌است می‌توان به باشگاه بسکتبال بارسلونا، باشگاه بسکتبال رئال مادرید، باشگاه بسکتبال مانرسا، و باشگاه بسکتبال یوونتوت بادالونا اشاره کرد.